# Template Method
Um Template Method auxilia na definição de um algoritmo com partes do mesmo definidos por métodos abstratos. As subclasses devem se responsabilizar por estas partes abstratas, deste algoritmo, que serão implementadas, possivelmente de várias formas. Cada subclasse implementa de acordo com suas necessidades, oferecendo um comportamento concreto e construindo todo o algoritmo.
No contexto da programação orientada a objetos, o Template Method é um dos padrões de projeto comportamentais identificados pela Gangue dos Quatro (The Gang Of Four) no livro Design Patterns. O Template Method é um método em uma superclasse, geralmente uma superclasse abstrata, que define a estrutura de uma operação em termos de vários passos de alto nível. Esses passos são implementados por métodos auxiliares adicionais na mesma classe do método template.
O Template Method fornece uma estrutura fixa de um algoritmo. Essa parte fixa deve estar presente na superclasse, sendo obrigatória uma classe abstrata que possa conter um método concreto, pois em uma interface só é possível conter métodos abstratos que definem um comportamento. Essa é a vantagem de ser uma classe abstrata, pois ela também fornece métodos abstratos às suas subclasses, que por sua vez herdam este método por herança e devem implementar os métodos abstratos, fornecendo um comportamento concreto aos métodos definidos como abstratos. Com isso, certas partes do algoritmo são preenchidas por implementações variadas, permitindo que subclasses redefinam ou personalizem a operação substituindo os métodos abstratos ou os métodos hook, que têm corpos vazios na superclasse. O intuito do Template Method é definir a estrutura geral da operação, permitindo que subclasses refinem ou redefinam certos passos.

## Estrutura
A representação do diagrama de classe no modelo da UML mostra como acontece fisicamente a herança e quem fica responsável pela implementação. A importância de um diagrama de classes  é porque descreve os tipos de objetos presentes no sistema e os vários tipos de relacionamentos estáticos existentes entre eles.

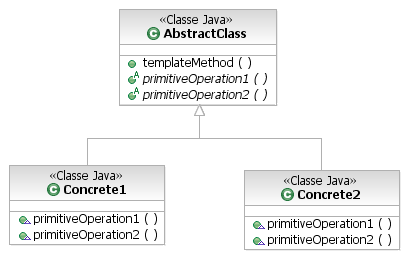
Exemplo de Diagrama em UML para o Padrão TemplateMethod.

## Código Java
Uma abordagem diferente é ter o código fonte, cujo diagrama de classe está representado acima, seja fiel ao que está sendo representado no diagrama UML.
```
 

package
 
br.com.nc.architect.templatemethod
;

public
 
abstract
 
class
 
AbstractClass
 
{

	
public
 
final
 
void
 
templateMethod
()
 
{

		
System
.
out
.
println
(
"AbstractClass.templateMethod() called"
);

		
primitiveOperation1
();

		
primitiveOperation2
();

	
}

	
public
 
abstract
 
void
 
primitiveOperation1
();

	
public
 
abstract
 
void
 
primitiveOperation2
();

}

package
 
br.com.nc.architect.templatemethod
;

public
 
class
 
Concrete1
 
extends
 
AbstractClass
 
{

	
public
 
void
 
primitiveOperation1
()
 
{

		
System
.
out
.
println
(
"Concrete1.primitiveOperation1() called"
);

	
}

	
public
 
void
 
primitiveOperation2
()
 
{

		
System
.
out
.
println
(
"Concrete1.primitiveOperation2() called"
);

	
}

}

package
 
br.com.nc.architect.templatemethod
;

public
 
class
 
Concrete2
 
extends
 
AbstractClass
 
{

	
public
 
void
 
primitiveOperation1
()
 
{

		
System
.
out
.
println
(
"Concrete2.primitiveOperation1() called"
);

	
}

	
public
 
void
 
primitiveOperation2
()
 
{

		
System
.
out
.
println
(
"Concrete2.primitiveOperation2() called"
);

	
}

}

package
 
br.com.nc.architect.templatemethod
;

public
 
class
 
TestTemplateMethod
 
{

	
public
 
static
 
void
 
main
(
String
[]
 
args
)
 
{

		
System
.
out
.
println
(
"Test TemplateMethod"
);

		
System
.
out
.
println
(
"-------------------------"
);

		
AbstractClass
 
class1
 
=
 
new
 
Concrete1
();

		
AbstractClass
 
class2
 
=
 
new
 
Concrete2
();

		
class1
.
templateMethod
();

		
class2
.
templateMethod
();

	
}

}

```